# Milan Janić
Milan Janić (cyr. Милан Јанић, ur. 14 czerwca 1957 w Bačkiej Palance, zm. 1 stycznia 2003 w Belgradzie) – serbski kajakarz. W barwach Jugosławii srebrny medalista olimpijski z Los Angeles.
Na igrzyskach olimpijskich startował dwukrotnie (IO 80, IO 84). W 1984, pod nieobecność części sportowców z Bloku Wschodniego, zajął drugie miejsce w jedynce na dystansie 1000 metrów. Na mistrzostwach świata wywalczył sześć medali: trzy złote (K-1 10 000 m: 1978, 1979, 1982) i trzy dwa srebrne (K-1 1000 m: 1978; K-1 10 000 m: 1981, 1983).
Zginął w wypadku samochodowym. Jego córka Natasa oraz synowie Mićo i Stjepan również byli kajakarzami.